# Mércio Pereira Gomes
Mércio Pereira Gomes (Currais Novos, 10 de novembro de 1950) é um antropólogo brasileiro, o primeiro a conceber e escrever sobre a sobrevivência dos povos indígenas no Brasil.
Seu primeiro livro, Os Índios e o Brasil  demonstrou que os povos indígenas que sobreviveram até a década de 1950, mesmo em pequenas sociedades, estavam revertendo a curva demográfica decrescente e começavam a experimentar um verdadeiro e sustentável crescimento populacional.
Mércio Gomes é professor de Antropologia, com doutorado pela Universidade da Florida (EUA). Leciona na Universidade Federal Fluminense, em Niterói, tendo ensinado também nas universidades Federal do Rio Grande do Norte, Unicamp, Estadual do Rio de Janeiro e Macalester College (EUA). Deu palestras em diversas outras universidades e instituições, entre as quais Universidade de Oxford, London School of Economics, Universidade da Florida e no Instituto Latino-Americano de Berlin, Alemanha.
Ainda como administrador público, Gomes trabalhou com o antropólogo, político e educador Darcy Ribeiro, de quem foi subsecretário de Planejamento da Secretaria Especial de Projetos e Educação, no governo do Rio de Janeiro (1990-1994), tendo ajudado a planejar e construir os famosos Centros Integrados de Educação Pública (Ciep).
Por conta de seu trabalho como antropólogo foi convidado para ser presidente da Funai pelo presidente Luiz Inácio Lula da Silva (setembro de 2003 a março de 2007). Nesse papel Gomes ajudou a realizar a homologação de 66 novas terras indígenas, inclusive a controvertida e problemática Terra Indígena Raposa Serra do Sol, que somam uma totalidade de 11 milhões de hectares, aumentando o percentual de terras indígenas em proporção ao território brasileiro em dois pontos.
Após compará-lo a "fazendeiros, grileiros, garimpeiros e madeireiros", o sertanista Sydney Possuelo foi demitido da Funai, em 2006. Ao final de sua administração na Funai, a mais longa desde a democratização do Brasil, ficaram em processo de demarcação mais de 50 novas terras, inclusive a Terra Indígena Trombetas-Mapuera, entre os estados do Amazonas, Pará e Roraima, que soma quatro milhões de hectares.
Entre suas principais publicações destacam-se O Índio na História. Os Tenetehara em busca da liberdade e A Vision from the South. How wealth degrades the enviroment (Leiden, Van Arkel, 1992), este último resultado de uma pesquisa sobre os holandeses e seu meio ambiente.

## Livros
- Os índios e o Brasil. Petrópolis: Vozes, 1988. 230p. (2ª ed. São Paulo, Contexto, 2012 303 p.)
- Darcy Ribeiro. São Paulo: Ícone, 2000. 126p.
- The Indians and Brazil. Gainesville: University Presses of Florida, 2000. 320p.
- O índio na história: O povo tenetehara em busca da liberdade. Petrópolis: Vozes, 2002. 631p.
- Antropologia: Ciência do homem e filosofia da cultura. São Paulo: Contexto, 2008. 239p .
- Antropologia hiperdialética. São Paulo: Contexto, 2011. 127p.
- Para conhecer e amar os índios. Rio de Janeiro: Editora Foz, 2014. 144p.
- O Brasil inevitável: Ética, mestiçagem e borogodó. Rio de Janeiro: Topbooks, 2019. 413p.